# Blabia costaricensis
Blabia costaricensis là một loài bọ cánh cứng trong họ Cerambycidae.